# イダリス・オルティス
イダリス・オルティス・ボクール（スペイン語: Idalys Ortiz Bocourt、1989年9月27日 - ）は、キューバのピナール・デル・リオ出身の女子柔道家。身長173cm、体重102kg。

## 来歴
2008年の北京オリンピックでは銅メダルを獲得すると、その後は2009年と2010年の世界選手権でも銅メダルを獲得している。2012年7月のロンドンオリンピックでは準決勝で優勝候補だった中国の佟文を有効で破ると、決勝でも日本の杉本美香と対戦して3-0の判定で勝利し金メダルを獲得している。
2013年の世界選手権では決勝で地元ブラジルのマリア・アルテマンと対戦し、合技で破り優勝を飾った。2014年の世界選手権では決勝でブラジルのアルテマンと再戦し裏投げで破って2連覇を達成、2015年にはパンアメリカン競技大会で2連覇を果たしている。世界選手権では準々決勝で日本の田知本愛に敗れるが、その後敗者復活戦を勝ち上がって3位となった。2016年にはパンナム選手権で優勝すると、ワールドマスターズでも優勝を飾っている。リオデジャネイロオリンピックでは準決勝で日本の山部佳苗と対戦し有効で破った。決勝ではフランスのエミリ・アンデオルと対戦してGSに入ってから横四方固で敗れ、オリンピック連覇はならなかったものの銀メダルを獲得している。2017年11月には1年3か月ぶりの国際大会となる世界選手権(無差別)に出場するも、準決勝で日本の朝比奈沙羅の縦四方固で敗れて3位にとどまった。2018年の世界選手権では決勝で朝比奈に反則負けを喫して2位だった。グランドスラム・大阪では決勝で日本の素根輝に反則勝ちして優勝するが、ワールドマスターズでは決勝で素根に反則負けして2位だった。なお、2018年には5度目となる世界ランキングの年間1位になった。2019年のグランドスラム・パリとグランドスラム・デュッセルドルフで優勝すると、パンアメリカン競技大会では3連覇を達成した。東京で開催された世界選手権では決勝で素根に8分以上の戦いの末に反則負けを喫して2位だった。グランドスラム・大阪でも決勝で素根の技ありで敗れて2位に終わった。2021年の世界選手権では準決勝で朝比奈の技ありで敗れると、3位決定戦でもブラジルのアルテマンとの18度目の対戦で初めて敗れ、5位にとどまった。7月に日本武道館で開催された東京オリンピックでは準決勝でフランスのロマヌ・ディッコを技ありで破ると、決勝では素根に反則負けして2位だったがオリンピックでは4つ目のメダルとなる銀メダルを獲得した。オリンピック以来の国際大会出場となった2022年7月のグランドスラム・ブダペストでは、決勝で冨田若春に反則負けを喫して2位だった。2023年のパンアメリカン競技大会では4連覇を達成した。5度目のオリンピックとなった2024年のパリオリンピックでは2回戦で敗れた。

IJF世界ランキングは1333ポイント獲得で28位となっている(24/4/22現在)。

## その他
2013年のグランドスラム東京参加前に来日し、日本のコメディアン（ずんのやす、つぶやきシロー、オテンキのり）と柔道対決をする企画が行われ、オテンキのりとの対戦で敗北した（判定）。

## 戦績
(階級表記のない大会は全て78kg超級での成績)
- 2007年 - ベルギー国際 ジュニアの部 3位 シニアの部 3位
- 2007年 - パンナム選手権 優勝
- 2007年 - 世界選手権 無差別 5位
- 2007年 - 世界団体 2位
- 2007年 - 青島国際 78kg超級 優勝 無差別 優勝
- 2008年 - ベルギー国際 ジュニアの部 優勝 シニアの部 優勝
- 2008年 - ドイツ国際 2位
- 2008年 - パンナム選手権 優勝
- 2008年 - 北京オリンピック 3位
- 2009年 - ベルギー国際 ジュニアの部 優勝 シニアの部 優勝
- 2009年 - グランドスラム・パリ 2位
- 2009年 - グランプリ・ハンブルク 5位
- 2009年 - パンナム選手権 78kg超級 優勝 無差別 優勝
- 2009年 - 世界選手権 3位
- 2010年 - ベルギー国際 優勝
- 2010年 - グランドスラム・パリ 3位
- 2010年 - パンナム選手権 78kg超級 優勝 無差別 優勝
- 2010年 - グランドスラム・リオデジャネイロ 3位
- 2010年 - ワールドカップ・サンパウロ 優勝
- 2010年 - ワールドカップ・マルガリータ島 優勝
- 2010年 - 世界選手権 3位
- 2010年 - グランドスラム・東京 2位
- 2011年 - ベルギー国際 優勝
- 2011年 - グランドスラム・パリ 3位
- 2011年 - パンナム選手権 優勝
- 2011年 - グランドスラム・リオデジャネイロ 5位
- 2011年 - 世界選手権 5位
- 2011年 - パンアメリカン競技大会 優勝
- 2012年 - ベルギー国際 優勝
- 2012年 - グランドスラム・パリ 3位
- 2012年 - グランプリ・デュッセルドルフ 3位
- 2012年 - ワールドカップ・ワルシャワ 優勝
- 2012年 - パンナム選手権 優勝
- 2012年 - ワールドカップ・マイアミ 優勝
- 2012年 - ロンドンオリンピック 優勝
- 2012年 - グランドスラム・東京 2位
- 2013年 - ベルギー国際 優勝
- 2013年 - グランドスラム・パリ 2位
- 2013年 - パンナム選手権 優勝
- 2013年 - ワールドマスターズ 3位
- 2013年 - グランプリ・マイアミ 3位
- 2013年 - ユニバーシアード 78kg超級 2位 無差別 優勝
- 2013年 - 世界選手権 優勝
- 2013年 - グランドスラム・東京 3位
- 2014年 - グランドスラム・パリ 3位
- 2014年 - パンナム選手権 優勝
- 2014年 - 世界選手権　優勝
- 2015年 - パンナム選手権 優勝
- 2015年 - グランプリ・ブダペスト 3位
- 2015年 - パンアメリカン競技大会　優勝
- 2015年 - 世界選手権　3位
- 2015年 -　グランドスラム・東京　2位
- 2016年 -　グランプリ・ハバナ　優勝
- 2016年 - パンナム選手権 優勝
- 2016年 -　グランプリ・アルマトイ　優勝
- 2016年 -　ワールドマスターズ　優勝
- 2016年 -　グランプリ・ウランバートル　優勝
- 2016年 - リオデジャネイロオリンピック 2位
- 2017年 -　世界選手権(無差別)　3位
- 2017年 -　ワールドマスターズ　2位
- 2018年 -　パンナム選手権　優勝
- 2018年 -　グランプリ・ブダペスト　優勝
- 2018年 -　世界選手権　2位
- 2018年 -　グランプリ・カンクン　優勝
- 2018年 -　グランドスラム・大阪　優勝
- 2018年 -　ワールドマスターズ　2位
- 2019年 - グランドスラム・パリ　優勝
- 2019年 - グランドスラム・デュッセルドルフ　優勝
- 2019年 - パンナム選手権　優勝
- 2019年 - グランプリ・フフホト　優勝
- 2019年 - グランプリ・ブダペスト　3位
- 2019年 - パンアメリカン競技大会　優勝
- 2019年 - 世界選手権　2位
- 2019年 -　グランドスラム・大阪　2位
- 2020年 -　ベルギー国際　優勝
- 2020年 -　グランドスラム・デュッセルドルフ　3位
- 2021年 -　世界選手権　5位
- 2021年 -　東京オリンピック　2位
- 2022年 -　グランドスラム・ブダペスト 2位
- 2023年 - パンアメリカン・オセアニア選手権　2位
- 2023年 - パンアメリカン競技大会　優勝
- 2024年 -　グランプリ・リンツ　3位
- 2024年 -　パンアメリカン・オセアニア選手権　3位

(出典、JudoInside.com)